# Природний приріст населення

Показник природного приросту населення світу (1950—2000)

Природний приріст — перевищення показників народжуваності над смертністю. Він може бути додатним у разі перевищення народжуваності над смертністю і від'ємним, коли смертність більша від народжуваності, або нульовим, коли ці показники мають однакове значення.
Іноді у зв'язку з нелогічністю терміна «від'ємний природний приріст» вживають поняття природне скорочення або убуття населення, якщо тривале — депопуляція.

## Обчислення
Коефіцієнт природного приросту — демографічний показник відношення кількості народжених за рік на 1 тис. жителів до середньої чисельності всього населення. Використовується для характеристики інтенсивності природного руху. Вимірюються у проміле (‰). Коефіцієнт зручний для статистичного порівняння рівнів демографічних показників, їхнього розвитку на різних територіях.
Природний приріст населення ({\displaystyle E}) обчислюється за формулою:
{\displaystyle E={N}-{M}}
- {\displaystyle N} — загальне число народжених;
- {\displaystyle M} — загальна кількість померлих[3][4].

Значення показника може бути негативним, якщо відбувається депопуляція.

## Географія
| Країна             | ‰     |
| ------------------ | ----- |
| Південний Судан    | 38,3  |
| Ангола             | 35,2  |
| Малаві             | 33,1  |
| Буркіна-Фасо       | 32,5  |
| Уганда             | 32,0  |
| ⋮                  | ⋮     |
| Сен-П'єр і Мікелон | -10,8 |
| Ліван              | -11,0 |
| Американське Самоа | -13,0 |
| Пуерто-Рико        | -17,4 |
| Острови Кука       | -27,9 |

### Українською
- Атлас. 10-11 клас. Економічна і соціальна географія світу / упорядники :  О. Я. Скуратович, Н. І. Чанцева. — К. : ДНВП «Картографія», 2010. — ISBN 978-966-475-639-3.
- Дорошенко Л. С. Демографія: Навчальний посібник. — К. : МАУП, 2005. — 112 с. — ISBN 966-608-442-2.
- Крисаченко В. С. Динаміка населення: Популяційні, етнічні та глобальні виміри. — К. : Видавництво Національного інституту стратегічних досліджень, 2005. — 368 с. — ISBN 966-554-083-1.
- Економічна і соціальна географія країн світу. Навчальний посібник / За ред. Кузика С. П. — Л. : Світ, 2002. — 672 с. — ISBN 966-603-178-7.

### Російською
- (рос.) Коровина Л. В. Естественный прирост населения // Демографический энциклопедический словарь / главн. ред. Валентей Д. И. — М. : Советская энциклопедия, 1985. — 608 с.
- (рос.) Боярский А. Я. Население и методы его изучения. — М., 1975.
- (рос.) Протасов Ю. М. Статистика: конспект лекций для студентов заочного отделения. — М. : Издательство «Флинта», 2012. — 152 с. — ISBN 5457370607.
- (рос.) Пиль Э. А. Теоретические и статистические варианты развития экономики и населения различных стран мира и их прогноз. Книга 1. — СПб. : Астерион, 2011. — ISBN 5457743438.
- (рос.) Ягельский А. География населения. — М. : Прогресс, 1980. — 383 с.